# Cheyres-Châbles
Cheyres-Châbles – gmina (fr. commune; niem. Gemeinde) w Szwajcarii, w kantonie Fryburg, w okręgu Broye. Leży nad jeziorem Lac de Neuchâtel. Powstała 1 stycznia 2017 z połączenia ówczesnych gmin Châbles oraz Cheyres.  

## Demografia
W Cheyres-Châbles mieszka 2 320 osób. W 2020 roku 14% populacji gminy stanowiły osoby urodzone poza Szwajcarią.

## Transport
Przez teren gminy przebiega autostrada A1 oraz droga główna nr 152.